# Harry Chauvel
Pour les articles homonymes, voir Chauvel.
Henry Chauvel, dit Harry Chauvel, est un militaire australien, né le 16 avril 1865 à Tabulam et mort le 4 mars 1945 à Melbourne.
Il a participé à la bataille des Dardanelles et sur le front du Moyen-Orient (campagne du Sinaï et de la Palestine) lors de la Première Guerre mondiale. Il participa aussi à la Seconde Guerre mondiale.
Il a été le premier Australien à atteindre le grade de lieutenant général et, plus tard général, et le premier Australien à commander un corps d'armée (Desert Mounted Corps).
Il est décoré de l'ordre de Saint-Michel et Saint-Georges et de l'ordre du Bain.

## Distinctions
- Chevalier commandeur de l'Ordre du Bain